# Bolinho caipira
O bolinho caipira é um salgado frito e recheado originalmente com carne, calabresa, linguiça ou até mesmo frango, típico da culinária caipira, originário do Vale do Paraíba, São Paulo.
Embora não haja consenso sobre a autoria do petisco, o bolinho ao longo do tempo tornou-se um alimento tradicional na região, e é servido principalmente durante festas juninas e quermesses. O bolinho é reconhecido na região desde o tempo dos tropeiros.

## História
Não se conhece muito sobre a origem da iguaria, não havendo registros históricos ou fotográficos, tendo sido passada a gerações seguintes por meio de tradição oral. Há diversas teorias sobre onde e quando se originou o prato. Uma delas diz que ocorreu antes de colonização portuguesa, entre os índios puris, segundo a qual, eram utilizados peixes como lambari ou pequira, e farinha ou beiju na composição do salgado, até a vinda dos portugueses, que introduziram a carne de porco.
Outra hipótese afirma que o bolinho teria surgido com os tropeiros, durante o século XVII. De acordo com Elza Fortunato Carnevalli de São José dos Campos, “o quitute nasceu com os tropeiros, há muito tempo, eles percorriam o Vale do Paraíba, a cavalo, margeando o rio. Na hora de comer, faziam uma mistura sovada de farinha de milho e água, temperavam e a enrolavam em um peixinho chamado piquira e fritavam”. Assim também davam o formato atual do bolinho caipira. Segundo outros relatos, o bolinho teria surgido à época da escravidão no Brasil.

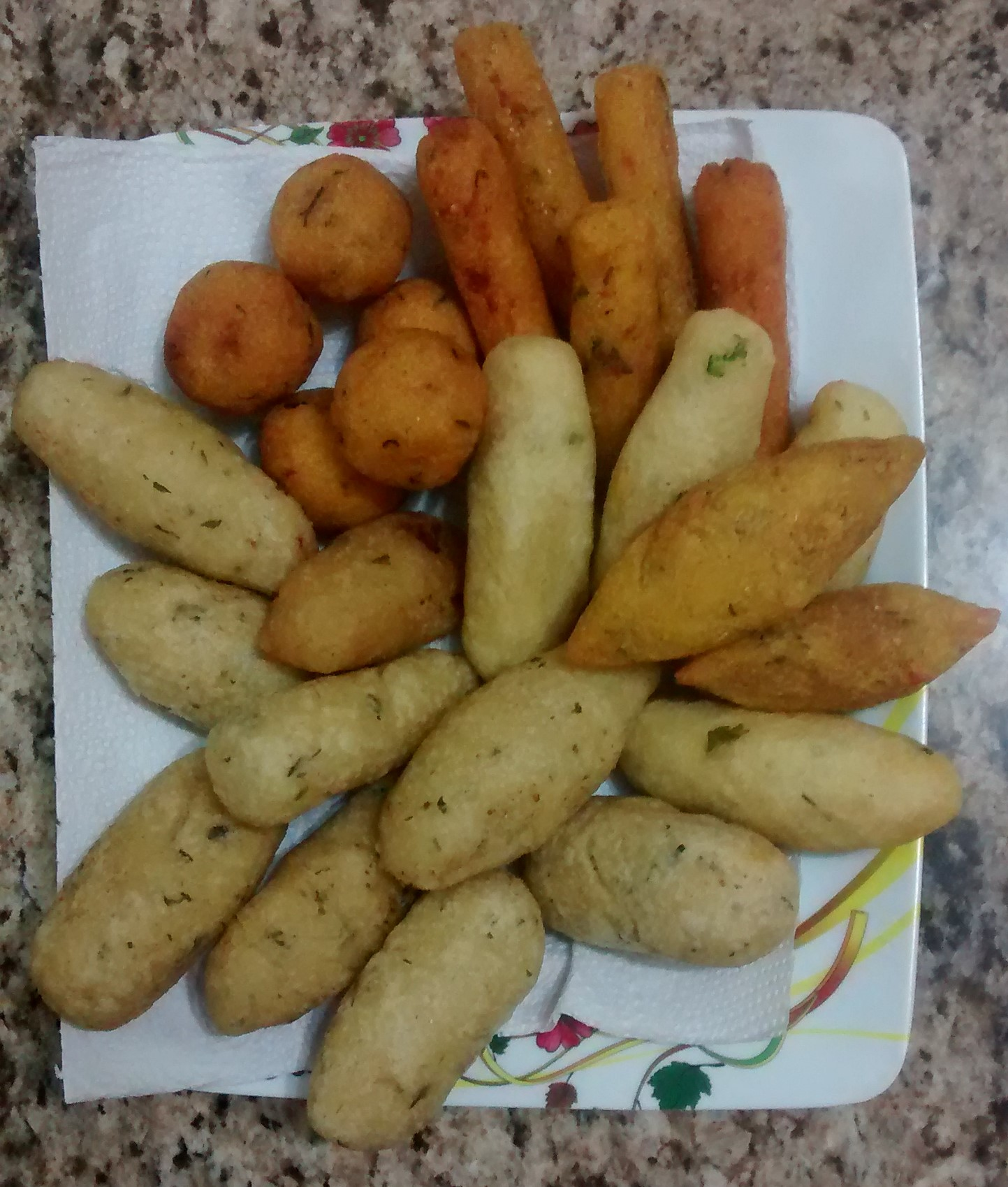
Variedades de Bolinho Caipira

Todavia, também sustenta-se que o bolinho tenha sido criado na cidade de Monteiro Lobato. Segundo esta versão, o bolinho caipira era conhecido anteriormente como "bolinho da Toninha", por ser uma invenção de uma moradora do município. A iguaria era vendida no mercado tropeiro da cidade e, devido à sua posição dentro do Vale do Paraíba, a receita foi facilmente disseminada para outros municípios da região.
Independente da origem, os primeiros registros de comercialização do salgado datam de 1925 na cidade de Jacareí, onde eram preparados por Nicota Gehrke, vendedora do Mercado Municipal do município. Os petiscos até hoje gozam de grande popularidade, e anualmente é celebrada a Feira do Bolinho Caipira no município.
Em 2009, houve uma mobilização nos municípios da região para que o quitute fosse oficialmente reconhecido como patrimônio histórico e cultural. No ano seguinte, foi sancionado um projeto de lei neste sentido em Jacareí sendo a receita da quituteira Nicota Gerkhe de 1925 tombada como patrimônio cultural imaterial pela lei municipal nº 5.497/2010. Em São José dos Campos, o salgado figurou como peça no Museu do Folclore em 2016.

## Características

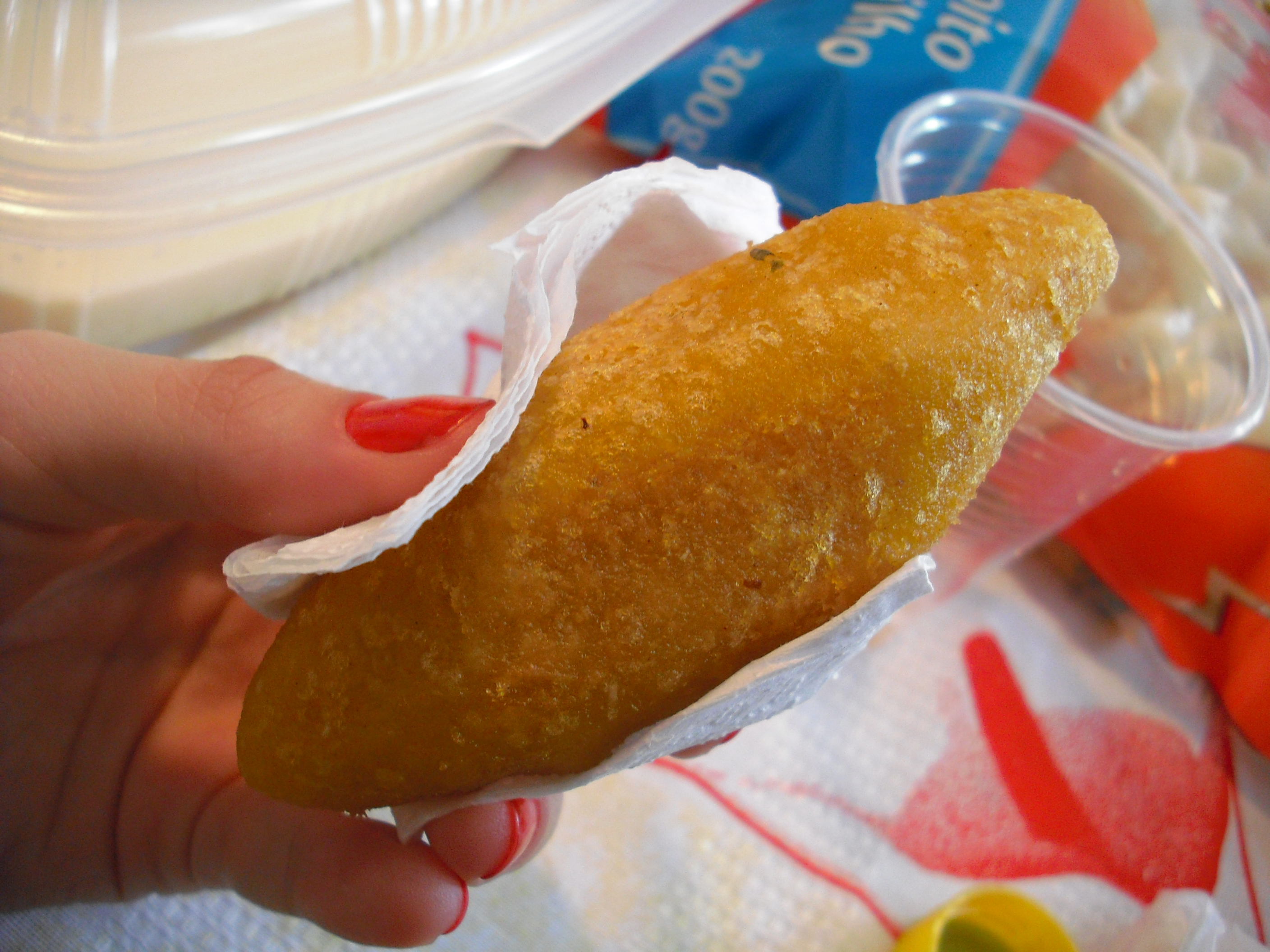
Um bolinho caipira.

Com receitas ligeiramente diferentes, o bolinho caipira é um prato salgado, consumido principalmente em quermesses, sendo um dos pratos principais de festas juninas.
Misturado com farinha branca e amarela (fubá), sendo que a última predomina na composição da massa, o recheio é composto em geral por carne bovina moída ou por linguiça bem temperada e colocada na massa crua. O salgado é então frito e servido.
Depois de sofrer influências dos imigrantes portugueses e dos tropeiros, passou a ser preparado essencialmente com farinha de milho branca ou amarela e recheios diferentes dependendo da cidade onde é feito. Em Taubaté, adiciona-se carne moída cozida, enquanto que em São José dos Campos, é crua. Em Caçapava, a carne é misturada à massa e em Jacareí, usa-se linguiça, enquanto que lambari enrolado em folha de caetê é usado na variedade de Paraibuna. Nas cidades do Litoral Norte Paulista, há variedades que usam camarão na receita. Há ainda versões vegetarianas e veganas, recheadas por exemplo com legumes ou carne de jaca.